# Мацерация
Мацерацията (от латински: maceratio) е процес, при който се размекват растителни или животински тъкани. В хранително-вкусовата промишленост това се отнася до материал, който се оставя в течност за определен период от време, за да се извлекат ароматите и вкусовете.